# Parchi nazionali della Bielorussia
I Parchi nazionali della Bielorussia (in bielorusso: Нацыянальныя паркі) sono quattro e si estendono per circa 3.300 km².
Il parco nazionale della foresta di Białowieża (in polacco: Białowieża) è un parco trans-nazionale che si estende sulla foresta di Białowieża tra la Bielorussia e la Polonia ed è incluso nella lista dei patrimoni mondiali dell'umanità dell'UNESCO.

## Lista dei parchi nazionali bielorussi
| Foto | Parco nazionale     | Nome originale    | Regione (Voblasc')      | Superficie km² | Anno di istituzione |
| ---- | ------------------- | ----------------- | ----------------------- | -------------- | ------------------- |
|      | Belavežskaja Pušča  | Белавежская пушча | Brėst e Hrodna          | 337,31         | 1991 (1932)         |
|      | Braslawskija Azyory | Браслаўскiя азёры | Vicebsk                 | 691,15         | 1995                |
|      | Pripyatski          | Прыпяцкi          | Homel'                  | 858,41         | 1996                |
|      | Naračanski          | Нарачанскi        | Hrodna, Minsk e Vicebsk | 1.178,00       | 1999                |